# Henriette Negrin
(Adèle) Henriette Negrin, anche conosciuta come Henriette Nigrin o Henriette Fortuny (Fontainebleau, 4 ottobre 1877 – Venezia, 1965), è stata una stilista francese.

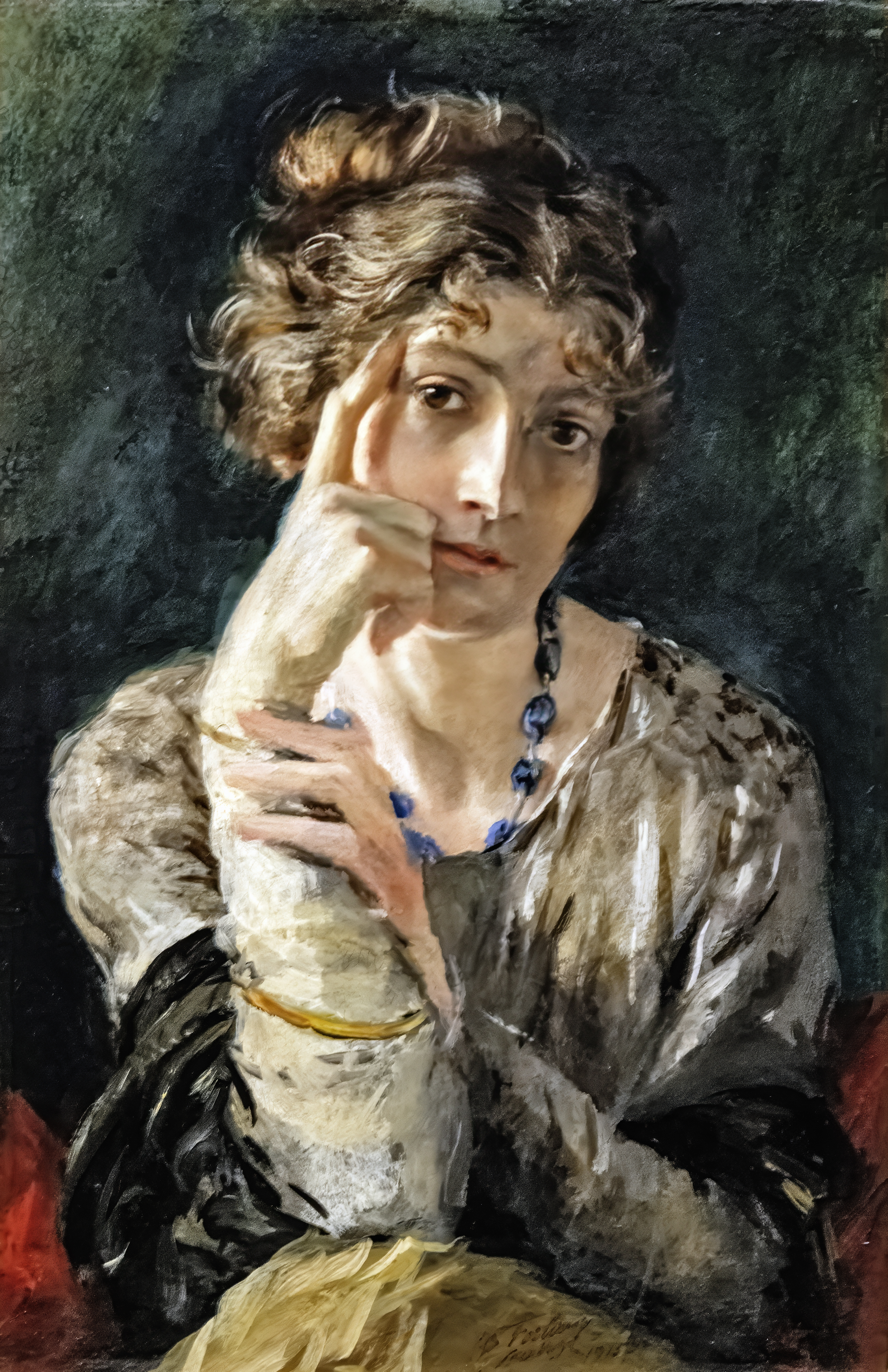
Ritratto di Madame Henriette Fortuny di Mariano Fortuny y Madrazo (1915).

Fu la compagna, moglie e musa di Mariano Fortuny con cui lavorò tutta la vita nell'atelier, presso il loro palazzo veneziano in Campo San Beneto.

## Biografia

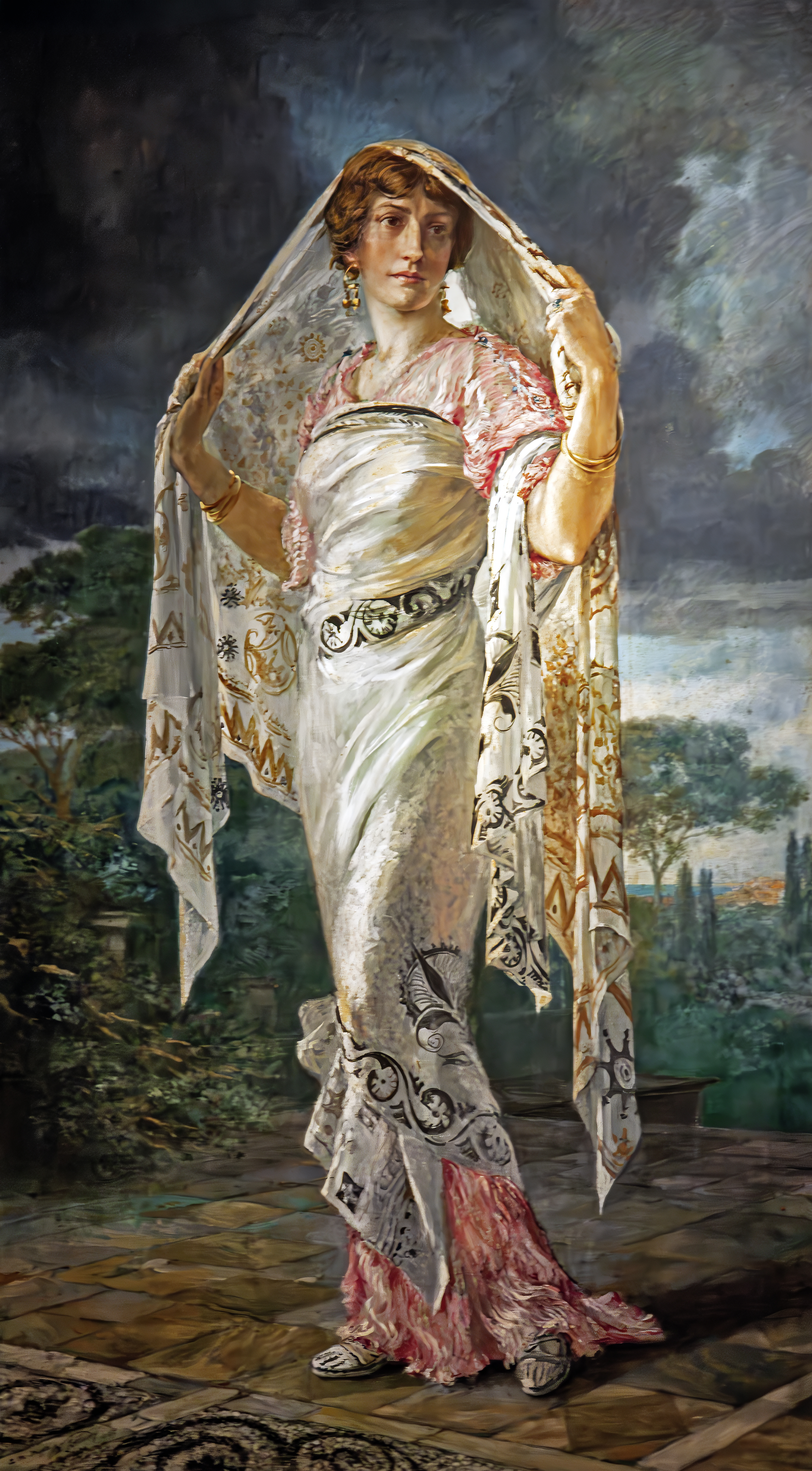
Henriette Fortuny con indosso capi Fortuny, tra cui l'abito a pieghe Delphos da lei disegnato. Ritratto di Mariano Fortuny (1935), Museo Fortuny, Venezia.

Henriette Negrin incontrò Mariano Fortuny a Parigi all'inizio del Novecento e nel 1902 andò a vivere con lui a Venezia nel Palazzo Pesaro dei Orfei, oggi Palazzo Fortuny, uno dei  musei della città.
Collaboratrice fedele, condivise con lui una passione per i tessuti e la creazione tessile. In particolare, si occupò della ricerca sui  pigmenti e lei stessa stendeva i colori sulle matrici di legno per la stampa dei disegni sui tissuti.
Mentre Mariano continuava con le sperimentazioni con la luce teatrale e apriva la fabbrica in Giudecca con Gian Carlo Stucky, Henriette si occupava a pieno regime delle attività dell'atelier, coordinando i lavoratori e incarnando lei stessa la forza creatrice e innovativa del marito.
Insieme, inventarono una macchina per plissetare i tissuti, brevettata nel 1909 presso l'Institut national de la propriété industrielle (l'Istituto nazionale della proprietà industriale a Parigi).
Nonostante il brevetto del famoso abito Delphos fosse registrato a nome di Mariano, lo stesso artista dichiarava - con una nota a piè di pagina - che era la moglie, in realtà, la vera inventrice dell'iconico abito.